# Amphiura vadicola
Amphiura vadicola is een slangster uit de familie Amphiuridae.
De wetenschappelijke naam van de soort werd in 1915 gepubliceerd door Matsumoto.